# 空山鸟语
《空山鸟语》是一首由劉天華作曲的二胡独奏曲。創作于1918年，但直至1928年才定稿出版。劉天華胞兄劉半農曾以“空山不见人，但闻鸟语声”的题词来形容此曲（题词借用唐代诗人王维《鹿柴》中的名句“空山不见人，但闻人语响”)。 乐曲以其独特的演奏技法著称。刘天华先生创造性的以三弦拉戏式的摸进手法，并采用大量轮指与滑音来模拟自然界中的鸟鸣声。此曲于1993年获中华民族文化促进会“华人20世纪音乐经典作品奖”。

## 乐曲段落
全曲由引子、五个段落和尾声组成。
- 乐曲开始的15个小节是引子，由自由的2/8拍子组成。演奏时为使声音具有方向感和远近感，通常不会严格遵守乐谱所定的节奏。
- 乐曲从第16小节开始是乐曲的第一乐段，演奏时一般慢起渐快，极力展现二胡的活泼音色。
- 乐曲从第48小节开始是乐曲的第二乐段，音量突弱，然后渐强，此乐段主要起承上启下的作用。
- 乐曲从第92小节开始是乐曲的第三乐段，此段全部用分弓演奏，并运用了大量的同音换指的技巧。
- 乐曲从第123小节开始是乐曲的第四乐段，是用主音分解和弦的形式来模仿群鸟争鸣的段落。
- 乐曲从第143小节开始是乐曲的第五乐段，此段模仿性较强，演奏时也不会过分拘泥于谱面上的音符，要求演奏的灵巧逼真。
- 乐曲从第181小节开始是乐曲的尾声，与第一第二段落相呼应。